# Territorio de La Guajira
El territorio de La Guajira (Goajira en documentos oficiales de la época) fue un territorio nacional que ocupaba la península homónima, creada el 19 de mayo de 1846 en la República de la Nueva Granada, pasando luego a formar parte de los Estados Unidos de Colombia como uno de sus territorios federales.

## Generalidades
El territorio comprendía parte de la zona ancestral del pueblo nativo-americano wayúu ubicado al nordeste del río Ranchería; perteneció jurisdiccionalmente al Estado Soberano del Magdalena hasta el 25 de septiembre de 1871, cuando le fue cedido al Gobierno federal para que lo administrara directamente.
Los comerciantes de sal de la Guajira estaban exentos del pago de impuestos de este artículo, igual que los buques mercantes que entraran o salieran del puerto de Riohacha; otros productos que se explotaban eran los tejidos, las perlas, el dividivi y el palo de tinte conocido como brasilete, aparte de varios artículos pecuarios. Estaba prohibido el porte de armas dentro del territorio o de cualquier material de guerra, dada la delicada situación social que se vivía en ella (aparte de las disputas fronterizas entre Colombia y Venezuela, también se veían conflictos entre los colonos y los wayúu).